# Guaner Yer
 (janvier 2024).
Si vous disposez d'ouvrages ou d'articles de référence ou si vous connaissez des sites web de qualité traitant du thème abordé ici, merci de compléter l'article en donnant les références utiles à sa vérifiabilité et en les liant à la section « Notes et références ».
République fédérale démocratique d'Éthiopie
Guaner Yer (Ge'ez: ጓነር የር) est un des 112 membres du Conseil de la Fédération éthiopien. Il est un des 4 conseillers de l'État des peuples Gambela et représente le peuple Anuak.